# Insubordination
Als Insubordination (aus dem Lateinischen) wird ein Ungehorsam gegenüber Vorgesetzten oder anderen Weisungsbefugten verstanden.
Die Insubordination ist das Antonym zu Subordination (Unterordnung oder Gehorsam).

## Verwendung
Gehorsamsverweigerung sowie Meuterei sind typische Beispiele für Insubordinationen im Wehrrecht.
Das Untergraben von Autorität und das Auffordern Anderer zum Ungehorsam, bis zu Aufruhr und Aufstand, kann als eine Insubordination gegenüber dem Rechtsstaat bewertet werden und wird unterschiedlich strafrechtlich verfolgt. 
In der Sozialpsychologie, der Pädagogik und der Soziologie bezeichnet Insubordination die mangelhafte Unter- oder Einordnung des Individuums in die Gruppe. Einer solchen Insubordination folgt oft eine soziale Sanktion.